# Karl Ferdinand von Gräfe
Karl Ferdinand von Gräfe (Varsavia, 8 marzo 1787 – Hannover, 4 luglio 1840) è stato un chirurgo tedesco.
Fu padre dell'oculista Albrecht von Graefe (1828-1870) e nonno del politico Albrecht von Graefe (1868-1933).

## Biografia
Gräfe studiò medicina a Halle e Lipsia e, dopo aver ottenuto la licenza a Lipsia, nel 1807 fu nominato medico privato del duca Alessio di Anhalt-Bernburg. Nel 1811 divenne professore di chirurgia e direttore dell'istituto oftalmologico dell'Università di Berlino. I suoi insegnamenti all'Università di Berlino attirarono gli studenti da tutte le parti d'Europa. Durante la sesta coalizione contro Napoleone, fu sovrintendente degli ospedali militari.
Quando la pace fu conclusa nel 1815, Gräfe riprese i suoi doveri professoriali. Fu nominato medico dello stato maggiore dell'esercito prussiano e divenne direttore dell'Istituto Friedrich Wilhelm e dell'Accademia Medico-Chirurgica (Charité).
Gräfe morì improvvisamente ad Hannover, dove fu chiamato per operare agli occhi il principe. La sua tomba si trova a Friedhof II der Jerusalems- und Neuen Kirchengemeinde (cimitero n. II delle congregazioni della Chiesa di Gerusalemme e della nuova chiesa) a Berlino-Kreuzberg, a sud di Hallesches Tor.
Fu un pioniere della chirurgia plastica e ricostruttiva e fondatore della chirurgia rinoplastica tedesca. Contribuì anche allo sviluppo della riparazione del palato, e fu pioniere della chirurgia delle palpebre, coniando il termine "blefaroplastica" nel 1818. Fu noto anche per aver eseguito la prima clitoridectomia riportata nell'Europa occidentale, da una ragazza.

## Opere
- Normen für die Ablösung größerer Gliedmaßen (Berlino, 1812).
- Rhinoplastik (1818).
- Neue Beiträge zur Kunst, Teile des Angesichts organisch zu ersetzen (1821).
- Die epidemisch-kontagiose Augenblennorrhoe Ägyptens in den europäischen Befreiungsheeren (1824).
- Jahresberichte ber das klinisch-chirurgisch-augenarztliche Institut der Universität zu Berlin (1817-1834).